# Germain Guibert
Pour les articles homonymes, voir Guibert.
Germain Guibert, né le 26 novembre 1897 à Paris et mort le 27 janvier 1968 à Montsalvy (Cantal), est un homme politique français.

## Biographie
Fils d’un facteur des postes à Paris et d’une matelassière, Germain Guibert entre à l’École normale d’instituteurs d’Aurillac (Cantal) en 1913. Il est appelé en janvier 1916 au 139e régiment d’infanterie à Aurillac. Il entre après concours à l’école des officiers de réserve de Saint-Maixent (Deux-Sèvres). Le 26 juillet 1917, il est décoré de la médaille militaire et de la Croix de guerre avec palme pour fait de guerre. Nommé sous-lieutenant en septembre 1917, il termine la guerre dans les chars et est démobilisé comme lieutenant en octobre 1919. 
Germain Guibert devient instituteur à Cassaniouze en 1919, puis à Calvinet en 1923, avant d’être nommé directeur de l’école de Montsalvy en 1934. Il adhère à la section départementale de la Fédération unitaire de l’enseignement, et en fut un des principaux dirigeants. 
En février 1934, il est révoqué du corps des officiers de réserve pour sa participation aux manifestations du 12 février.
En 1938, il est élu au conseil départemental de l’enseignement primaire.
Germain Guibert adhère au Parti socialiste SFIO en 1922. Secrétaire adjoint de la section socialiste SFIO de Montsalvy en 1936, il participe activement au Front populaire. Accusé par le journal La Croix du Cantal d’être un « meneur communiste », il répond qu’il est « fier d’appartenir au Parti socialiste depuis plus de dix ans ».
Mobilisé le 24 février 1940 comme mécanicien de deuxième classe dans un régiment des chars à Valence, Germain Guibert est démobilisé à la mi-juillet 1940. Déplacé d’office comme instituteur dans un hameau de Corrèze en mars 1941 à Sanas de Juillac, il entre dans la Résistance. Responsable des parachutages d’armes dans l’ouest du département, il forme l’un des quatre bataillons de l’Armée secrète, dont il prit le commandement avec le grade de capitaine, sous les ordres du chef départemental, le colonel Hervé. À la tête du bataillon « As de trèfle », il participe notamment aux opérations qui conduisirent à la reddition de la garnison de Brive (500 Allemands prisonniers). Engagé pour la durée de la guerre en 1944 dans le régiment de marche Corrèze-Limousin, officier de liaison pendant la campagne Rhin et Danube, il prend part à la libération de Belfort. Affecté après la victoire au ministère de la Guerre, au service de réception  des chars, il est démobilisé le 4 septembre 1945. Son attitude lui valut la médaille de la Résistance et la Légion d’honneur.
En novembre 1946, il est candidat à la candidature pour les élections législatives, mais n'est pas retenu par le congrès fédéral socialiste du 20 octobre. Élu le 20 mars 1949 conseiller général du canton de Montsalvy au premier tour, il est réélu en 1955, en 1961 et en 1967. Il siège à la commission des travaux publics de l’assemblée départementale. Il est élu conseiller municipal de Montsalvy en 1965.
Le 2 janvier 1956, en tête de la liste de Front républicain (SFIO et radicaux), il devient député du Cantal. Il siège dans les commissions de l’agriculture, des pensions et de la presse. Il vote l’investiture de De Gaulle comme président du Conseil en 1958 et fait campagne pour une réponse positive au référendum instaurant la Ve République. S’étant représenté en novembre 1958 dans la première circonscription d’Aurillac, il fut battu au second tour de scrutin par Augustin Chauvet, candidat du Centre républicain, député sortant comme lui. 

## Détail des fonctions et des mandats

### Politique
- 20 mars 1949 - 1968 : conseiller général de Montsalvy
- 1965 - 1968 : conseiller municipal de Montsalvy
- 2 janvier 1956 - 8 décembre 1958 : Député du Cantal

### Éducation
- 1919 : Instituteur à Cassaniouze
- 1923 : Instituteur à Calvinet
- 1934 - 1953: directeur de l'école de Montsalvy
- 1938 : Élu au conseil départemental de l’enseignement primaire
- 1950 - 1953 : Secrétaire de la section départementale du SNI
- 1948 - 1952 : Membre de la commission administrative nationale de la FEN
- 1949 - 1957 : Secrétaire de la section départementale de la Fédération de l’éducation nationale